# Sali Berisha
Sali Ram Berishaⓘ, (phát âm tiếng Albania: [saˈli bɛˈɾiʃa]; sinh 15/10/1944, là một bác sĩ tim mạch và chính trị gia bảo thủ người Albania, từng giữ chức Tổng thống thứ hai của Albania từ 1992 đến 1997 và Thủ tướng từ năm 2005 đến 2013. Ông cũng là lãnh đạo của Đảng Dân chủ Albania hai lần, từ 1991 đến 1992 và sau đó một lần nữa từ năm 1997 đến 2013. Cho đến nay, Berisha là nhà lãnh đạo được bầu cử dân chủ lâu nhất và là Thủ tướng duy nhất phục vụ hai nhiệm kỳ đầy đủ kể từ khi kết thúc chủ nghĩa Cộng sản ở đất nước này.
Là cựu thư ký của ủy ban Đảng Lao động thuộc Khoa Y tại Đại học Tirana, ông từ bỏ sự nghiệp là một bác sĩ chuyên khoa tim mạch và giáo sư đại học để trở thành lãnh đạo của Đảng Dân chủ trong những năm 1990. Từ năm 1992, sau khi chủ nghĩa cộng sản sụp đổ, ông giữ chức Tổng thống phi cộng sản đầu tiên của Albania cho đến khi chính phủ của ông sụp đổ vào năm 1997 sau sự sụp đổ của các kế hoạch kim tự tháp khét tiếng. Từ 1997 đến 2005, Albania được Đảng Xã hội (PS) cai trị trong hai nhiệm vụ, trong khi ông ở lại đối lập.